# Grinding Stone (альбом)
Grinding Stone (с англ. — «Точильный камень») — дебютный сольный студийный альбом ирландского гитариста и певца Гэри Мура, изданный в 1973 году. Строго говоря, хотя автором всех песен альбома являлся Мур — диск был выпущен под брендом «The Gary Moore Band» (с англ. — «группа Гэри Мура»).

## Описание
В декабре 1971 года Мур покидает «Skid Row» ирландскую блюз-роковую формацию, с которой начал свою музыкальную карьеру. В 1973 году, комментируя свой уход, он скажет:
Я покинул «Skid Row» поскольку музыка не приносила больше радости и потому что я почувствовал, что пришло время заняться чем-то новым. Меня сильно напрягало то, что «Skid Row» играли слишком быстро, так что нельзя было добиться хорошего звука, когда вокруг бушует такая скорость.
Тогда же, в декабре 1971 года, Гэри стал собирать новую группу. Первично в состав «The Gary Moore Band» вошли гитарист Чак Карпентер, басист Фрэнк Бойлан, клавишник Ян Шелхаас и ударник Пирс Келли. Первое время квинтет занимался концертной деятельностью, но это приносило столь мало денег, что в конце концов формат группы пришлось сократить до трио: Мур-Бойлан-Келли. Впрочем вскоре появились слухи о том, что звукозаписывающая компания CBS Records, до этого выпускавшая диски «Skid Row», может выделить 20 000 фунтов и после заключения контракта дела пошли в гору.
В 1973 году, к моменту записи диска состав «The Gary Moore Band» успел ещё раз измениться — место за бас-гитариста группы занял Джон Кёртис. В таком составе и был записан первый и единственный альбом группы, хотя все вышеперечисленные люди помогали в записи и числятся на конверте пластинки в качестве приглашённых музыкантов. Продюсером и звукорежиссёром выступил Мартин Бёрч, также работавший до этого со «Skid Row».
1. The Same Way (2:46)[~ 2]
2. Nothing to Say (2:39)
3. Serves Me Right to Suffer (15:30)
4. Jeanie (6:59)
5. Boogie My Way Back Home (5:40)
6. Third Degree (10:50)[~ 3]
7. Spirit (30:16)

Сам альбом широкого распространения не получил, хотя и собрал позитивные отзывы в современной музыкальной прессе. Чрезмерное стилистическое разнообразие препятствовало цельному восприятию дебюта. Исследователи отмечали, что Мур тогда пребывал под влиянием Джеффа Бека и Карлоса Сантаны и это нашло своё отражение в музыке диска. Зато к исполнительскому мастерству молодого музыканта претензий не было, Мур словно стремился продемонстрировать, что может играть в любом стиле и это не ускользнуло от внимания специалистов. Таким образом, первая сольная пластинка гитариста стоит особняком от его последующих работ, но в то же время её можно рассматривать как логический переход от периода «Skid Row» к музыке «Colosseum II».
Для поддержки свежего альбома трио отправилось в концертный тур «The Grinding Stone Tour». Во время выступлений, помимо песен с альбома, как правило, исполнялись несколько кавер-версий. Характерно, что среди прочих звучала «The Same Way» — песня Питера Грина, одного из главных кумиров Гэри Мура. Спустя более чем 21 год он запишет эту песню на своём альбоме-посвящении Грину — «Blues for Greeny».
В преддверии новогодних праздников, в декабре 1973 года, рок-группа «Thin Lizzy» давала концерт в Белфасте, родном городе гитариста и одного из основателей группы Эрика Белла. К началу шоу тот был настолько пьян, что в разгар выступления сорвал его, а на следующее утро заявил членам группы, что покидает её, чтобы поберечь здоровье. Чтобы выйти из положения на оставшихся концертов турне, лидер группы, Фил Лайнотт, попросил Мура, с которым они были знакомы ещё со «Skid Row», на время присоединиться к «Thin Lizzy». Мур согласился. И его сольная карьера прервалась на шесть лет. Следующий сольный диск вышел в 1979 году.

## Список композиций
| №  | Название                        | Автор(ы) | Длительность |
| -- | ------------------------------- | -------- | ------------ |
| 1. | «Grinding Stone» (Instrumental) | Гэри Мур | 9:38         |
| 2. | «Time to Heal»                  | Мур      | 6:19         |
| 3. | «Sail Across the Mountain»      | Мур      | 7:15         |

| №  | Название                          | Автор(ы) | Длительность |
| -- | --------------------------------- | -------- | ------------ |
| 1. | «The Energy Dance» (Instrumental) | Мур      | 2:30         |
| 2. | «Spirit»                          | Мур      | 17:11        |
| 3. | «Boogie My Way Back Home»         | Мур      | 5:41         |

## В записи участвовали
The Gary Moore Band:
- Гэри Мур — вокал, гитара
- Джон Кёртис — бас
- Пирс Келли — ударные и перкуссия

приглашённые музыканты:
- Филип Доннелли — ритм-гитара
- Фрэнк Бойлан — бас
- Ян Шелхаас — клавишные

## Комментарии
1. ↑  Концертные записи того периода впоследствии были изданы в виде бутлега.
2. ↑  Кавер-версия песни Питера Грина.
3. ↑  Кавер-версия песни Перси Мэйфилда.